# Walckenaeria bifasciculata
Walckenaeria bifasciculata är en spindelart som beskrevs av Andrei V. Tanasevitch 1987. Walckenaeria bifasciculata ingår i släktet Walckenaeria och familjen täckvävarspindlar. Inga underarter finns listade i Catalogue of Life.